# Björlanda socken
Björlanda socken i Bohuslän ingick i Västra Hisings härad, uppgick 1967 i Göteborgs stad och området ingår sedan 1971 i Göteborgs kommun och motsvarar från 2016 Björlanda distrikt.  
Socknens areal är 43,96 kvadratkilometer varav 43,57 land. År 2000 fanns här 5 156 invånare.  Tätorterna Kvisljungeby, Låssby, Nolvik, Trulsegården och stadsdelen/tätorten Björlanda  med sockenkyrkan Björlanda kyrka ligger i socknen.   

## Administrativ historik
Socknen har medeltida ursprung.
Vid kommunreformen 1862 övergick socknens ansvar för de kyrkliga frågorna till Björlanda församling och för de borgerliga frågorna bildades Björlanda landskommun. Landskommunen inkorporerades 1952 i Torslanda landskommun som uppgick 1967 i Göteborgs stad som 1971 ombildades till Göteborgs kommun. Församlingen uppgick 2010 i Torslanda-Björlanda församling och en del till Lundby församling. Området är numera en del av stadsdelen och primärområdet i Göteborg med namnet Björlanda. 
1 januari 2016 inrättades distriktet Björlanda, med samma omfattning som församlingen hade 1999/2000.
Socknen har tillhört län, fögderier, tingslag och domsagor enligt vad som beskrivs i artikeln Västra Hisings härad. De indelta båtsmännen tillhörde 2:a Bohusläns båtsmanskompani.

## Geografi och natur
Björlanda socken ligger nordväst om Göteborg på nordvästra Hisingen. Socknen är en småkuperad bergsterräng med odlingsbygd i norr.
Björlanda socken omfattar primärområdet med samma namn, men även bostadsområdet Helgered (603 invånare) samt Sörreds industriområde (72 invånare) där Volvo Torslandaverken ligger. 
Bygden ligger på västra delen av Hisingen, vid Nordre älvs fjord, en mil från Göteborg och två mil från Kungälv. Bebyggelsen präglades förr av lantbruksbygd och fritidshusområden, men sedan mitten av 1980-talet har en omfattande villabebyggelse vuxit fram, som är spridd på ett flertal orter: Hovgården Bergegården, Kippholmen, Låssby, Nolvik, Nolviks kile, Prästegården, Trulsegården och Västra Låssby.
Naturreservatet Nordre älvs estuarium som delas med Torslanda socken i Göteborgs kommun, Harestads socken i Kungälvs kommun och Öckerö socken i Öckerö kommun ingår i EU-nätverket Natura 2000.

### Gårdar och byar 1568-1659
Alleby; Björlanda; Fundered; Fåglevik; Grimsered; Halvorsäng; Hede; Helgered; Hovgården; Högen; Kallhed; Kvisljungeby; Kålsered; Lexby; Lilleby; Lunnegården; Låssby; Nolvik; Rödjan; Röra; Skäggeröd; Steneby; Storegården; Sörröd; Viken; Önneröd och Östergärde.

### Båtsmansrotarna
Under 1680-talet genomfördes en indelning av markerna i båtsmansrotar. Det innebar för hisingsbönderna att de rotevis - alltså med tre hela hemman - skulle underhålla en båtsman. Han skulle ha ett hus på utmarken — ett båtsmanstorp — och ett fähus, ett halvt tunnland åker och äng, kläder samt lega. Lönen till båtsmannen inom varje rote var 8 daler silvermynt per år, och tillsammans med kostnaderna för beklädnad blev det ungefär 15 daler silvermynt per år.
Under första halvan av 1700-talet fanns följande båtmansrotar:

Nr 43: Kallhed, Nolvik, nr 44: Storegården, Högen, Lunnegården, nr 45: Björlanda, Hovgården, nr 46: Låssby, nr 47: Norra Lexby, östergärde, nr 48: Södra Lexby, Lässby, Kålsered, nr 49: Röra, Fåglevik, nr 50: Sörröd, nr 51: Viken, Rödjan, Skäggeröd, önneröd, nr 52: Alleby, Steneby, Helgered, nr 53: Kvisljungeby, nr 54: Lilleby, Fåglevik Annexhemman, nr 55: Lilleby (Simpa).

## Fornlämningar
Flera boplatser och en hällkista från stenåldern är funna. Från bronsåldern finns gravrösen, hällristningar och en gånggrift. Från järnåldern finns gravfält.
En boplats från äldre hensbackakultur, daterad cirka 8 500 år före Kristus, är belägen i Björlanda socken, 1,6 kilometer syd- sydväst om Björlanda kyrka, cirka 500 meter väster om Kongahällavägen. Undersökningsområdet ligger cirka 36 meter över havet i en liten sadeldal mellan två bergshöjder. Berget norr om sadeldalen är betydligt högre än berget söder om. När boplatsen låg nere vid stranden, utgjorde det södra berget ett utmärkt skydd mot det öppna havet åt söder. Boplatsen låg då långt ut i havet i den arkipelag som fanns i området vid slutet av den senaste istiden. Då strandlinjen låg 35 meter över nuvarande nivå har boplatsen legat på södra stranden av en ö, med endast få öar söder och väster därom. Precis väster och öster om boplatsytan har det funnits skyddade vikar och därför varit ett lämpligt boplatsläge i den mellanliggande dalen.
Hela undersökningsområdet är cirka 1 000 kvadratmeter, och boplatsytan var inte större än cirka 150 kvadratmeter. Man har påträffat rikligt med fynd i form av redskap och avfall av flinta. Dessutom påträffades enstaka skivyxor, avslag och stycken med tillslagningskant, borrspetsar och övriga kärnor. Troligen har här funnits en grupp människor på 5-10 stycken.

## Befolkningsutveckling
Befolkningen ökade från 1 040 1810 till 1 427 1830 varefter den minskade till 934 1920 då den var som minst under 1900-talet. Därefter vände folkmängden uppåt till 3 594 1990.

## Namnet
Namnet skrevs 1381 Biorland och kommer från en by. Efterleden är land. Förleden innehåller antingen bjorr, 'bäver' eller bjorr, 'kilformigt landstycke' då syftande på de uddar ån vid kyrkan bildar.